# Madcon/Diskografie
Diese Diskografie ist eine Übersicht über die musikalischen Werke des norwegischen Pop-Rap-Duos Madcon. Den Schallplattenauszeichnungen zufolge hat es bisher mehr als 3,7 Millionen Tonträger verkauft, davon alleine in ihrer Heimat über 410.000. Ihre erfolgreichste Veröffentlichung ist die Single Don’t Worry mit über 1,6 Millionen verkauften Einheiten.

## Alben

### Studioalben
| Jahr | Titel Musiklabel                                     | Höchstplatzierung, Gesamtwochen, AuszeichnungChartplatzierungen (Jahr, Titel, Musiklabel, Platzierungen, Wochen, Auszeichnungen, Anmerkungen) | Höchstplatzierung, Gesamtwochen, AuszeichnungChartplatzierungen (Jahr, Titel, Musiklabel, Platzierungen, Wochen, Auszeichnungen, Anmerkungen) | Höchstplatzierung, Gesamtwochen, AuszeichnungChartplatzierungen (Jahr, Titel, Musiklabel, Platzierungen, Wochen, Auszeichnungen, Anmerkungen) | Höchstplatzierung, Gesamtwochen, AuszeichnungChartplatzierungen (Jahr, Titel, Musiklabel, Platzierungen, Wochen, Auszeichnungen, Anmerkungen) | Höchstplatzierung, Gesamtwochen, AuszeichnungChartplatzierungen (Jahr, Titel, Musiklabel, Platzierungen, Wochen, Auszeichnungen, Anmerkungen) | Höchstplatzierung, Gesamtwochen, AuszeichnungChartplatzierungen (Jahr, Titel, Musiklabel, Platzierungen, Wochen, Auszeichnungen, Anmerkungen) | Anmerkungen                                               |
| Jahr | Titel Musiklabel                                     | DE | AT | CH | UK | US | NO | Anmerkungen                                               |
| ---- | ---------------------------------------------------- | --- | --- | --- | --- | --- | --- | --------------------------------------------------------- |
| 2004 | It’s All a Madcon A.A-Recordings (Bonnier Amigo)     | — | — | — | — | — | — | Erstveröffentlichung: 2004                                |
| 2007 | So Dark the Con of Man Bonnier Amigo (Bonnier Amigo) | DE45 (3 Wo.)DE | — | CH59 (9 Wo.)CH | — | — | NO3 (19 Wo.)NO | Erstveröffentlichung: 3. Dezember 2007 Verkäufe: + 45.000 |
| 2008 | An InCONvenient Truth Bonnier Amigo (Bonnier Amigo)  | — | — | — | — | — | NO8 (6 Wo.)NO | Erstveröffentlichung: 1. Dezember 2008                    |
| 2010 | Contraband Cosmos (Cosmos Music)                     | DE77 (5 Wo.)DE | — | — | — | — | NO2 (18 Wo.)NO | Erstveröffentlichung: 1. November 2010                    |
| 2012 | Contakt Cosmos (Cosmos Music)                        | — | — | — | — | — | NO4 (10 Wo.)NO | Erstveröffentlichung: 21. Juni 2012                       |
| 2013 | Icon Columbia Records (Sony)                         | DE96 (1 Wo.)DE | — | CH88 (1 Wo.)CH | — | — | NO1 (5 Wo.)NO | Erstveröffentlichung: 12. August 2013                     |
| 2018 | Contakt Vol. 2 Columbia Records (Sony)               | — | — | — | — | — | NO36 (1 Wo.)NO | Erstveröffentlichung: 9. März 2018                        |

### Kompilationen
| Jahr | Titel Musiklabel             | Anmerkungen                              |
| ---- | ---------------------------- | ---------------------------------------- |
| 2009 | CONquest Bonnier Amigo (UMG) | Erstveröffentlichung: 29. September 2009 |

## Singles

### Als Leadmusiker
| Jahr | Titel Album                             | Höchstplatzierung, Gesamtwochen, AuszeichnungChartplatzierungen (Jahr, Titel, Album, Platzierungen, Wochen, Auszeichnungen, Anmerkungen) | Höchstplatzierung, Gesamtwochen, AuszeichnungChartplatzierungen (Jahr, Titel, Album, Platzierungen, Wochen, Auszeichnungen, Anmerkungen) | Höchstplatzierung, Gesamtwochen, AuszeichnungChartplatzierungen (Jahr, Titel, Album, Platzierungen, Wochen, Auszeichnungen, Anmerkungen) | Höchstplatzierung, Gesamtwochen, AuszeichnungChartplatzierungen (Jahr, Titel, Album, Platzierungen, Wochen, Auszeichnungen, Anmerkungen) | Höchstplatzierung, Gesamtwochen, AuszeichnungChartplatzierungen (Jahr, Titel, Album, Platzierungen, Wochen, Auszeichnungen, Anmerkungen) | Höchstplatzierung, Gesamtwochen, AuszeichnungChartplatzierungen (Jahr, Titel, Album, Platzierungen, Wochen, Auszeichnungen, Anmerkungen) | Anmerkungen                                                                      |
| Jahr | Titel Album                             | DE | AT | CH | UK | US | NO | Anmerkungen                                                                      |
| ---- | --------------------------------------- | --- | --- | --- | --- | --- | --- | -------------------------------------------------------------------------------- |
| 2000 | O.C (Oslo City) –                       | — | — | — | — | — | — | Erstveröffentlichung: 2000                                                       |
| 2000 | God Forgive Me –                        | — | — | — | — | — | — | Erstveröffentlichung: 2000                                                       |
| 2004 | Doo-Wop It’s All a Madcon               | — | — | — | — | — | NO11 (4 Wo.)NO | Erstveröffentlichung: 2004                                                       |
| 2005 | Infidelity It’s All a Madcon            | — | — | — | — | — | NO18 (1 Wo.)NO | Erstveröffentlichung: 2005 feat. Sofian                                          |
| 2007 | Beggin’ So Dark the Con of Man          | DE7 Gold · (26 Wo.)DE | AT7 (30 Wo.)AT | CH5 (59 Wo.)CH | UK5 Platin · (44 Wo.)UK | US79 (10 Wo.)US | NO1 (27 Wo.)NO | Erstveröffentlichung: 5. November 2007 Verkäufe: + 1.125.000                     |
| 2008 | Back on the Road So Dark the Con of Man | DE66 (5 Wo.)DE | — | — | — | — | NO6 (7 Wo.)NO | Erstveröffentlichung: 28. Juli 2008 feat. Paperboys                              |
| 2008 | Liar An InCONvenient Truth              | DE65 (3 Wo.)DE | — | — | — | — | NO2 (14 Wo.)NO | Erstveröffentlichung: 2008                                                       |
| 2010 | Glow Contraband                         | DE4 Platin · (60 Wo.)DE | AT14 Gold · (39 Wo.)AT | CH38 (25 Wo.)CH | UK70 (1 Wo.)UK | — | NO1 ×10Zehnfachplatin · (27 Wo.)NO | Erstveröffentlichung: 30. Mai 2010 Verkäufe: + 415.000                           |
| 2010 | Freaky Like Me Contraband               | DE9 Gold · (32 Wo.)DE | AT11 Gold · (24 Wo.)AT | CH6 (22 Wo.)CH | UK46 (3 Wo.)UK | — | NO1 ×4Vierfachplatin · (19 Wo.)NO | Erstveröffentlichung: 20. September 2010 Verkäufe: + 205.000; feat. Ameerah      |
| 2010 | Outrun the Sun Contraband               | DE27 (8 Wo.)DE | AT20 (3 Wo.)AT | — | — | — | NO11 (2 Wo.)NO | Erstveröffentlichung: 19. November 2010 feat. Maad*Moiselle                      |
| 2011 | Helluva Nite Contraband                 | DE29 (6 Wo.)DE | — | — | — | — | NO10* (1 Wo.)NO | Erstveröffentlichung: 26. September 2011 feat. Maad*Moiselle & Itchy / *Ludacris |
| 2012 | Kjører på Contakt                       | — | — | — | — | — | NO14 ×2Doppelplatin · (6 Wo.)NO | Erstveröffentlichung: 21. Juni 2012 Verkäufe: + 20.000; feat. Timbuktu           |
| 2012 | Fest på Smedstad vest Contakt           | — | — | — | — | — | NO12 ×2Doppelplatin · (5 Wo.)NO | Erstveröffentlichung: 17. August 2012 Verkäufe: + 20.000; feat. Tina & Bettina   |
| 2013 | In My Head Icon                         | — | — | — | — | — | NO2 ×2Doppelplatin · (7 Wo.)NO | Erstveröffentlichung: 4. Februar 2013 Verkäufe: + 20.000                         |
| 2013 | One Life Icon                           | DE6 Gold · (17 Wo.)DE | AT9 (16 Wo.)AT | CH37 (12 Wo.)CH | — | — | NO11 ×2Doppelplatin (Streaming) · (12 Wo.)NO                                                                                             | Erstveröffentlichung: 17. Mai 2013 Verkäufe: + 150.000; feat. Kelly Rowland      |
| 2013 | The Signal Icon                         | DE54 (4 Wo.)DE | — | — | — | — | — | Erstveröffentlichung: 13. September 2013                                         |
| 2014 | Say Yeah Icon                           | — | — | — | — | — | — | Erstveröffentlichung: 23. Mai 2014 feat. Stori                                   |
| 2015 | Don’t Worry –                           | DE3 ×3Dreifachgold · (31 Wo.)DE | AT2 Gold · (23 Wo.)AT | CH8 Platin · (37 Wo.)CH | UK54 Silber · (1 Wo.)UK | — | NO4 ×4Vierfachplatin · (33 Wo.)NO | Erstveröffentlichung: 20. Februar 2015 Verkäufe: + 1.636.666; feat. Ray Dalton   |
| 2015 | Keep My Cool –                          | DE63 (6 Wo.)DE | AT60 (6 Wo.)AT | — | — | — | — | Erstveröffentlichung: 9. Oktober 2015                                            |
| 2016 | Don’t Stop Loving Me –                  | — | — | — | — | — | — | Erstveröffentlichung: 4. November 2016 feat. KDL                                 |
| 2017 | Got a Little Drunk –                    | — | — | — | — | — | NO38 (1 Wo.)NO | Erstveröffentlichung: 5. Mai 2017                                                |
| 2019 | Callin’ You –                           | — | — | — | — | — | — | Erstveröffentlichung: 29. März 2019                                              |
| 2019 | Shine On –                              | — | — | — | — | — | — | Erstveröffentlichung: 17. Mai 2019 mit R.I.O.                                    |
| 2019 | No Lies –                               | — | — | — | — | — | — | Erstveröffentlichung: 16. August 2019 feat. Jesper Jenset                        |
| 2023 | Are You Ready –                         | — | — | — | — | — | — | Erstveröffentlichung: 12. Mai 2023                                               |

### Als Gastmusiker
| Jahr | Titel Album                | Höchstplatzierung, Gesamtwochen, AuszeichnungChartplatzierungen (Jahr, Titel, Album, Platzierungen, Wochen, Auszeichnungen, Anmerkungen) | Höchstplatzierung, Gesamtwochen, AuszeichnungChartplatzierungen (Jahr, Titel, Album, Platzierungen, Wochen, Auszeichnungen, Anmerkungen) | Höchstplatzierung, Gesamtwochen, AuszeichnungChartplatzierungen (Jahr, Titel, Album, Platzierungen, Wochen, Auszeichnungen, Anmerkungen) | Höchstplatzierung, Gesamtwochen, AuszeichnungChartplatzierungen (Jahr, Titel, Album, Platzierungen, Wochen, Auszeichnungen, Anmerkungen) | Höchstplatzierung, Gesamtwochen, AuszeichnungChartplatzierungen (Jahr, Titel, Album, Platzierungen, Wochen, Auszeichnungen, Anmerkungen) | Höchstplatzierung, Gesamtwochen, AuszeichnungChartplatzierungen (Jahr, Titel, Album, Platzierungen, Wochen, Auszeichnungen, Anmerkungen) | Anmerkungen                                                                            |
| Jahr | Titel Album                | DE | AT | CH | UK | US | NO | Anmerkungen                                                                            |
| ---- | -------------------------- | --- | --- | --- | --- | --- | --- | -------------------------------------------------------------------------------------- |
| 2002 | Barcelona No Cure for Life | — | — | — | — | — | NO7 Platin · (12 Wo.)NO | Erstveröffentlichung: 2002 Verkäufe: + 10.000; Paperboys feat. Madcon                  |
| 2011 | TAG –                      | — | — | — | — | — | — | Erstveröffentlichung: 2011 Lazee feat. Madcon & Julimar                                |
| 2012 | Sunrise –                  | — | — | — | — | — | NO8 (10 Wo.)NO | Erstveröffentlichung: 4. Mai 2012 Alexandra Joner feat. Madcon                         |
| 2012 | How Far Heartbeat Solo     | — | — | — | — | — | — | Erstveröffentlichung: 2012 Daco Junior feat. Madcon                                    |
| 2015 | The Wave –                 | — | — | — | — | — | — | Erstveröffentlichung: 12. November 2015 Matoma feat. Madcon                            |
| 2016 | Limousine Closer           | — | — | — | — | — | — | Erstveröffentlichung: 29. Januar 2016 Verkäufe: + 45.000; Christopher feat. Madcon     |
| 2016 | Girls Together             | — | — | — | — | — | NO1 ×4Vierfachplatin · (13 Wo.)NO | Erstveröffentlichung: 20. Mai 2016 Verkäufe: + 245.000; Marcus & Martinus feat. Madcon |
| 2016 | Cigarette –                | — | — | — | — | — | — | Erstveröffentlichung: 18. November 2016 Penthox feat. Madcon & Julimar Santos          |
| 2019 | Anything –                 | — | — | — | — | — | NO28 (4 Wo.)NO | Erstveröffentlichung: 5. April 2019 CLMD feat. Madcon                                  |

## Sonderveröffentlichungen
| Jahr | Titel Album              | Anmerkungen                                              |
| ---- | ------------------------ | -------------------------------------------------------- |
| 2009 | Keep Talking Studio Time | Erstveröffentlichung: 2009 Tommy Tee feat. Madcon & Alee |

| Jahr | Titel Album           | Anmerkungen                                               |
| ---- | --------------------- | --------------------------------------------------------- |
| 2014 | Feline Dein Song 2014 | Erstveröffentlichung: 4. April 2014 mit Jasmin Himmelmann |

## Statistik

### Chartauswertung
|                     | DE    | AT    | CH    | UK    | US    | NO    |
| ------------------- | ----- | ----- | ----- | ----- | ----- | ----- |
| Nummer-eins-Alben   | DE—DE | AT—AT | CH—CH | UK—UK | US—US | NO1NO |
| Top-10-Alben        | DE—DE | AT—AT | CH—CH | UK—UK | US—US | NO5NO |
| Alben in den Charts | DE3DE | AT—AT | CH2CH | UK—UK | US—US | NO6NO |

|                       | DE     | AT    | CH    | UK    | US    | NO     |
| --------------------- | ------ | ----- | ----- | ----- | ----- | ------ |
| Nummer-eins-Singles   | DE—DE  | AT—AT | CH—CH | UK—UK | US—US | NO4NO  |
| Top-10-Singles        | DE5DE  | AT3AT | CH3CH | UK1UK | US—US | NO11NO |
| Singles in den Charts | DE11DE | AT7AT | CH5CH | UK4UK | US1US | NO18NO |

### Auszeichnungen für Musikverkäufe
| Silberne Schallplatte - Frankreich - 2008: für das Album So Dark the Con of Man Goldene Schallplatte - Belgien - 2009: für die Single Beggin’ - 2016: für die Single Don’t Worry - Dänemark - 2016: für die Single Limousine - 2021: für die Single Girls - 2022: für die Single Beggin’ - Frankreich - 2008: für die Single Beggin’ - 2016: für die Single Don’t Worry - Italien - 2021: für die Single Beggin’ - Russland - 2008: für das Album So Dark the Con of Man | Platin-Schallplatte - Neuseeland - 2022: für die Single Don’t Worry - 2022: für die Single Beggin’ - Polen - 2016: für die Single Don’t Worry - Schweden - 2015: für die Single Don’t Worry - 2016: für die Single Girls - Spanien - 2009: für die Single Beggin’ - 2015: für die Single Don’t Worry 3× Platin-Schallplatte - Dänemark - 2025: für die Single Don’t Worry - Italien - 2016: für die Single Don’t Worry |

Anmerkung: Auszeichnungen in Ländern aus den Charttabellen bzw. Chartboxen sind in ebendiesen zu finden.
| Land/RegionAuszeichnungen für Musikverkäufe (Land/Region, Auszeichnungen, Verkäufe, Quellen) | Silber     | Gold       | Platin       | Verkäufe  | Quellen                                                         |
| -------------------------------------------------------------------------------------------- | ---------- | ---------- | ------------ | --------- | --------------------------------------------------------------- |
| Belgien (BRMA)                                                                               | —          | 2× Gold2   | —            | 30.000    | ultratop.be                                                     |
| Dänemark (IFPI)                                                                              | —          | 3× Gold3   | 3× Platin3   | 390.000   | ifpi.dk                                                         |
| Deutschland (BVMI)                                                                           | —          | 4× Gold4   | 2× Platin2   | 1.350.000 | musikindustrie.de                                               |
| Frankreich (SNEP)                                                                            | Silber1    | 2× Gold2   | —            | 306.666   | snepmusique.com infodisc.fr                                     |
| Italien (FIMI)                                                                               | —          | Gold1      | 3× Platin3   | 185.000   | fimi.it                                                         |
| Neuseeland (RMNZ)                                                                            | —          | —          | 2× Platin2   | 60.000    | radioscope.co.nz                                                |
| Norwegen (IFPI)                                                                              | —          | —          | 31× Platin31 | 410.000   | ifpi.no                                                         |
| Österreich (IFPI)                                                                            | —          | 3× Gold3   | —            | 45.000    | ifpi.at                                                         |
| Polen (ZPAV)                                                                                 | —          | —          | Platin1      | 20.000    | olis.pl                                                         |
| Russland (NFPF)                                                                              | —          | Gold1      | —            | 10.000    | 2m-online.ru (Memento vom 16. Februar 2009 im Internet Archive) |
| Schweden (IFPI)                                                                              | —          | —          | 2× Platin2   | 80.000    | sverigetopplistan.se                                            |
| Schweiz (IFPI)                                                                               | —          | —          | Platin1      | 30.000    | hitparade.ch                                                    |
| Spanien (Promusicae)                                                                         | —          | —          | 2× Platin2   | 80.000    | elportaldemusica.es                                             |
| Vereinigtes Königreich (BPI)                                                                 | Silber1    | —          | Platin1      | 800.000   | bpi.co.uk                                                       |
| Insgesamt                                                                                    | 2× Silber2 | 16× Gold16 | 48× Platin48 |           |                                                                 |